# Lubomír Nádeníček
Lubomír Nádeníček (Checoslovaquia, 11 de marzo de 1947) fue un atleta checoslovaco especializado en la prueba de 110 m vallas, en la que consiguió ser medallista de bronce europeo en 1971.

## Carrera deportiva
En el Campeonato Europeo de Atletismo de 1971 ganó la medalla de bronce en los 110 m vallas, con un tiempo de 14.30 segundos, llegando a meta tras el alemán Frank Siebeck (oro con 14.00 s) y el británico Alan Pascoe (plata).